# 大井神社 (北方町)
大井神社（おおいじんじゃ）は、岐阜県本巣郡北方町にある神社である。旧社格は郷社。金幣社。北方町の氏神で、例祭を「北方まつり」といい、町内から十数台の神輿が出され賑わう。

## 祭神

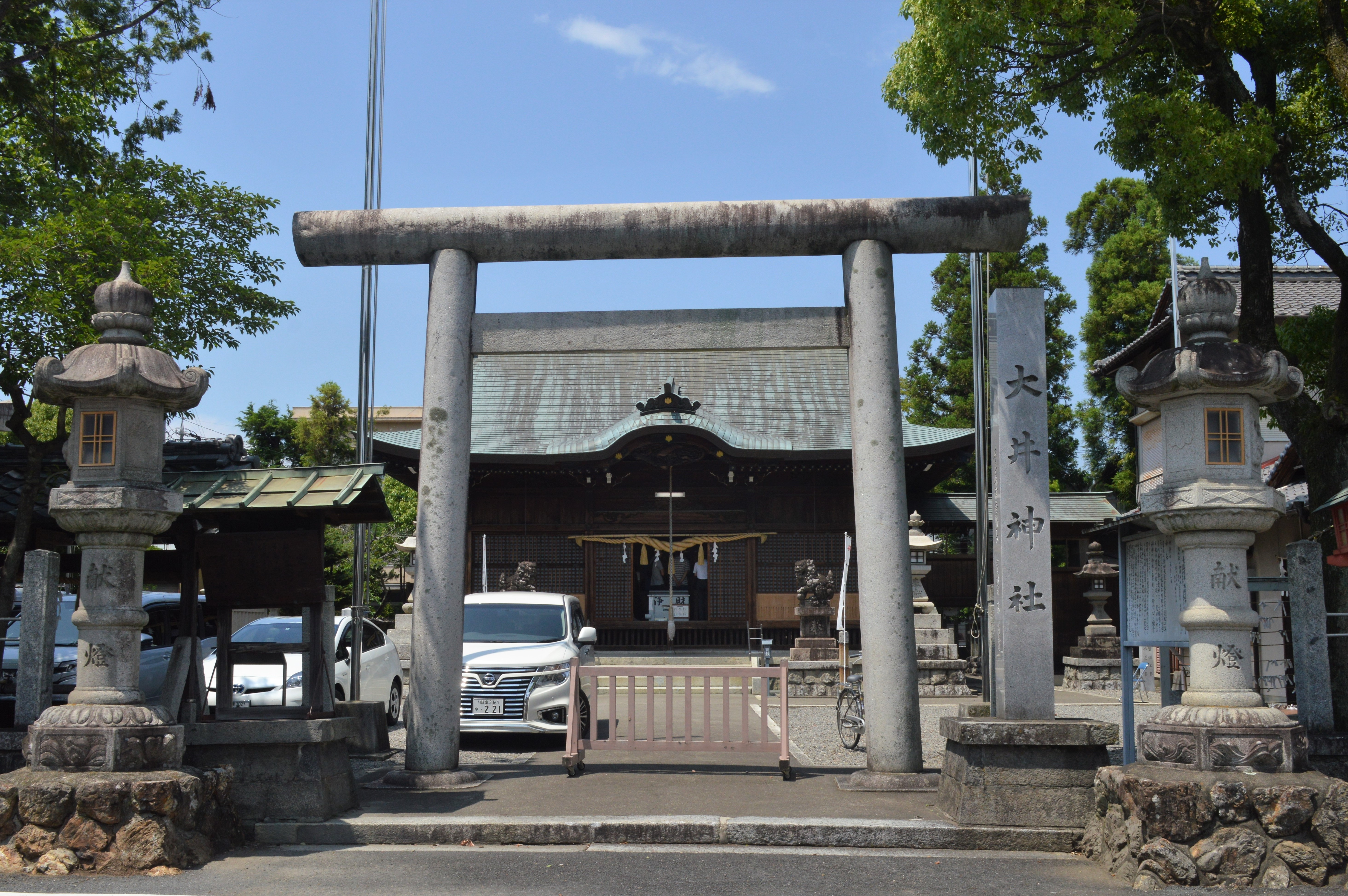
鳥居

- 須佐之男命
- 櫛稲田姫命
- 大己貴尊

## 由緒
永延2年（988年）、良祐上人が円鏡寺の諸堂を整えた折り、鬼門に当たる方向に牛頭天王を祀ったのが始まりという。江戸時代には旗本の戸田氏がこの地を領し、その代官であった吉原、岩井、鈴木3氏の崇敬を受けた。
明治元年（1868年）、神仏分離令により円鏡寺より分離、「大井神社」に改称し、明治5年（1872年）、郷社に列した。

## 文化財
- 大井神社由緒記（町指定文化財 古文書 美術工芸品）[2]
- 棟札（町指定文化財 考古 美術工芸品）[3]

## 交通機関
バス
- 岐阜バス
  - 北方円鏡寺線、岐阜高専線、北方穂積線、大野北高線「岐阜農林高前」バス停下車、徒歩5分。
  - 大野真正北方線「北方一本松」バス停下車、徒歩8分。

鉄道
- 樽見鉄道北方真桑駅より徒歩20分。